# قناری دماغه
قناری دماغه (نام علمی: Serinus canicollis) نام یک گونه از سرده سهره دمگاه‌زرد است. این گونه در جنوب آفریقا و جزایر موریس و رئونیون حضور دارد. قناری دماغه ۱۱–۱۳ سانتی‌متر طول دارد. بالغ این پرنده دارای پشتی سبز با شاهپرهای سیاه رنگ است.

## نگارخانه

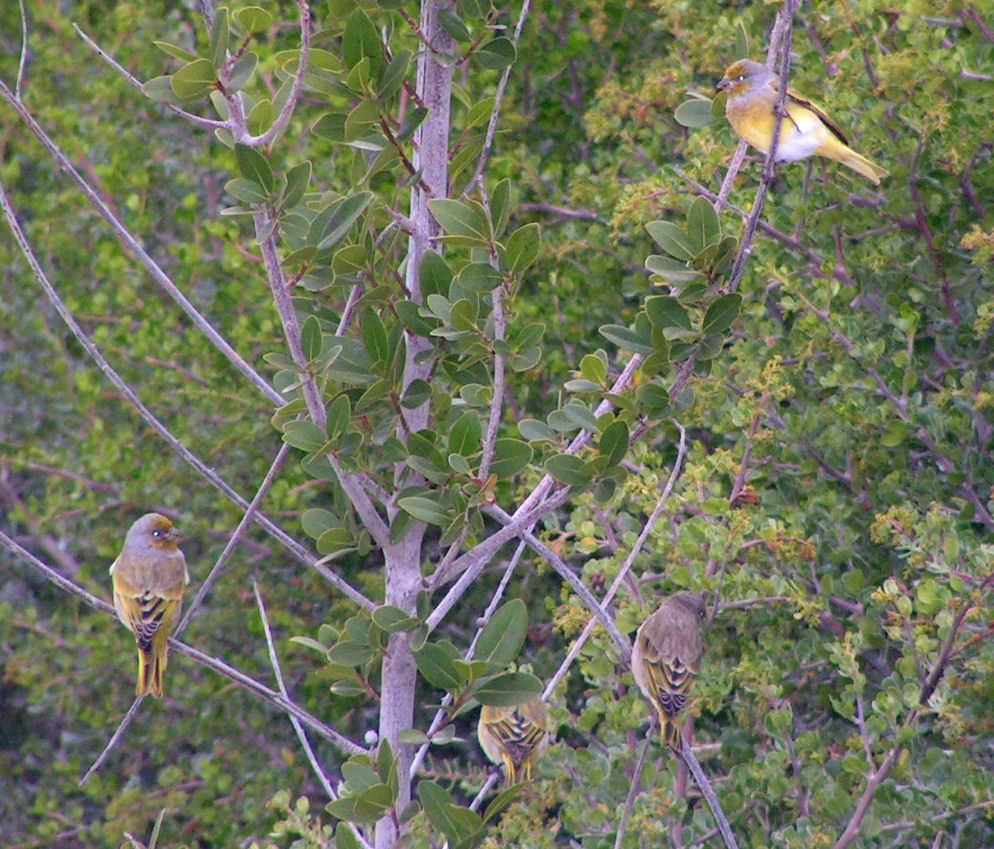